# EU-Saatgutverordnung
Die geplante Verordnung über die Erzeugung von Pflanzenvermehrungsmaterial und dessen Bereitstellung auf dem Markt sollte verschiedene EU-Richtlinien für den Verkauf von Saatgut zusammenfassen und europaweit harmonisieren. Das hätte bedeutet, dass es bei der Umsetzung im Mitgliedsstaat keine nationalen Spielräume mehr gegeben hätte. Die Abgeordneten des Europaparlaments wiesen die Vorschläge der EU-Kommission am 11. März 2014 mit 650 zu 15 Stimmen deutlich zurück.

## Ausgangslage
Derzeit gibt es zwölf Richtlinien, darunter:
1. Richtlinie 66/401/EWG des Rates vom 14. Juni 1966 über den Verkehr mit Futterpflanzensaatgut (ABl. EG Nr. 125 S. 2298/66), zuletzt geändert durch die Richtlinie 2004/117/EG (ABl. EU Nr. L 14 S. 18);
2. Richtlinie 66/402/EWG des Rates vom 14. Juni 1966 über den Verkehr mit Getreidesaatgut (ABl. EG Nr. 125 S. 2309/66), zuletzt geändert durch die Richtlinie 2004/117/EG (ABl. EU Nr. L 14 S. 18);
3. Richtlinie 2002/54/EG des Rates vom 13. Juni 2002 über den Verkehr mit Betarübensaatgut (ABl. EG Nr. L 193 S. 12), zuletzt geändert durch die Richtlinie 2004/117/EG (ABl. EU Nr. L 14 S. 18);
4. Richtlinie 2002/55/EG des Rates vom 13. Juni 2002 über den Verkehr mit Gemüsesaatgut (ABl. EG Nr. L 193 S. 33), zuletzt geändert durch die Richtlinie 2004/117/EG (ABl. EU Nr. L 14 S. 18);
5. Richtlinie 2002/57/EG des Rates vom 13. Juni 2002 über den Verkehr mit Saatgut von Öl- und Faserpflanzen (ABl. EG Nr. L 193 S. 74), zuletzt geändert durch die Richtlinie 2004/117/EG (ABl. EU Nr. L 14 S. 18).

## Entwurf
Die Europäische Kommission stellte das Vorhaben am 6. Mai 2013 der Öffentlichkeit vor.[veraltet] Ein erster Entwurf wurde veröffentlicht. Die Verordnung sollte nach den Plänen der Kommission vermutlich 2016 in Kraft treten. Kritiker befürchteten Hürden, die nur von Großkonzernen wie Monsanto, Syngenta, Bayer CropScience oder KWS Saat genommen werden können. Einige Verbände starteten eine gemeinsame Petition.
Der Entwurf wurde 2014 vom Europäischen Parlament abgelehnt.